# Liste der Bodendenkmäler in Postau
Auf dieser Seite sind die Bodendenkmäler in der niederbayerischen Gemeinde Postau zusammengestellt. Diese Tabelle ist eine Teilliste der Liste der Bodendenkmäler in Bayern. Grundlage ist die Bayerische Denkmalliste, die auf Basis des Bayerischen Denkmalschutzgesetzes vom 1. Oktober 1973 erstmals erstellt wurde und seither durch das Bayerische Landesamt für Denkmalpflege geführt wird. Die folgenden Angaben ersetzen nicht die rechtsverbindliche Auskunft der Denkmalschutzbehörde.

## Bodendenkmäler der Gemeinde Postau

### Bodendenkmäler in der Gemarkung Grießenbach
| Lage                   | Objekt | Akten-Nr.     | Bild |
| ---------------------- | --- | ------------- | ---- |
| Grießenbach (Standort) | Grabhügel der mittleren Bronzezeit. | D-2-7339-0156 |      |
| Grießenbach (Standort) | Burgstall des Mittelalters. | D-2-7339-0157 |      |
| Grießenbach (Standort) | Siedlung der Hallstattzeit. | D-2-7339-0158 |      |
| Grießenbach (Standort) | Siedlung der Linearbandkeramik. | D-2-7339-0159 |      |
| Grießenbach (Standort) | Siedlung vor- und frühgeschichtlicher Zeitstellung. | D-2-7339-0160 |      |
| Grießenbach (Standort) | Siedlung der Münchshöfener Gruppe. | D-2-7339-0161 |      |
| Grießenbach (Standort) | Siedlung und Körpergräber vor- und frühgeschichtlicher Zeitstellung sowie verebnete vorgeschichtliche Grabhügel mit Kreisgräben.                                                                   | D-2-7339-0162 |      |
| Grießenbach (Standort) | Verebneter vorgeschichtlicher Grabhügel mit Kreisgraben. | D-2-7339-0163 |      |
| Grießenbach (Standort) | Untertägige mittelalterliche und frühneuzeitliche Befunde im Bereich des Schlosses von Grießenbach, darunter die Spuren von Vorgängerbauten bzw. älterer Bauphasen und abgebrochenen Gebäudeteilen | D-2-7339-0297 |      |
| Grießenbach (Standort) | Untertägige mittelalterliche und frühneuzeitliche Befunde im Bereich der katholischen Kirche St. Stephan in Grießenbach, darunter die Spuren von Vorgängerbauten bzw. älterer Bauphasen.           | D-2-7339-0300 |      |

### Bodendenkmäler in der Gemarkung Moosthann
| Lage                 | Objekt | Akten-Nr.     | Bild |
| -------------------- | --- | ------------- | ---- |
| Moosthann (Standort) | Viereckschanze der späten Latènezeit. | D-2-7339-0164 |      |
| Moosthann (Standort) | Viereckschanze der späten Laténezeit. | D-2-7339-0165 |      |
| Moosthann (Standort) | Siedlung vor- und frühgeschichtlicher Zeitstellung. | D-2-7339-0168 |      |
| Moosthann (Standort) | Frühmittelalterliches Reihengräberfeld. | D-2-7339-0169 |      |
| Moosthann (Standort) | Untertägige mittelalterliche und frühneuzeitliche Befunde im Bereich der katholischen Kirche St. Jakob in Moosthann, darunter die Spuren von Vorgängerbauten bzw. älterer Bauphasen. | D-2-7339-0298 |      |
| Moosthann (Standort) | Untertägige Befunde der abgebrochenen frühneuzeitlichen Kapelle St. Leonhard in Kirchthann, darunter die Spuren von Vorgängerbauten bzw. älterer Bauphasen.                          | D-2-7339-0313 |      |

### Bodendenkmäler in der Gemarkung Oberköllnbach
| Lage                     | Objekt | Akten-Nr.     | Bild |
| ------------------------ | --- | ------------- | ---- |
| Oberköllnbach (Standort) | Siedlung der Stichbandkeramik/Gruppe Oberlauterbach, der Münchshöfener und Altheimer Gruppe, der späten Latènezeit und der römischen Kaiserzeit.                                                                                             | D-2-7339-0186 |      |
| Oberköllnbach (Standort) | Siedlung der Linear- und Stichbandkeramik/Gruppe Oberlauterbach, der Münchshöfener Gruppe, des Spätneolithikums, der Urnenfelderzeit und der Latènezeit.                                                                                     | D-2-7339-0187 |      |
| Oberköllnbach (Standort) | Siedlung der Stichbandkeramik/Gruppe Oberlauterbach, der Münchshöfener Gruppe, der Bronzezeit, Urnenfelder- und Hallstattzeit, der späten Latènezeit und der römischen Kaiserzeit sowie allgemein vor- und frühgeschichtlicher Zeitstellung. | D-2-7339-0188 |      |
| Oberköllnbach (Standort) | Siedlung des Neolithikums, unter anderem der Linear- und Stichbandkeramik/Gruppe Oberlauterbach, der Münchshöfener und Altheimer Gruppe, der Urnenfelder- und der Latènezeit.                                                                | D-2-7339-0189 |      |
| Oberköllnbach (Standort) | Siedlung vorgeschichtlicher Zeitstellung, unter anderem der Gruppe Oberlauterbach, der Urnenfelderzeit und der späten Latènezeit. | D-2-7339-0190 |      |
| Oberköllnbach (Standort) | Körpergräber vor- und frühgeschichtlicher Zeitstellung. | D-2-7339-0191 |      |
| Oberköllnbach (Standort) | Siedlung der Bronzezeit bzw. Urnenfelderzeit. Frühmittelalterliches Reihengräberfeld. | D-2-7339-0192 |      |
| Oberköllnbach (Standort) | Drei verebnete parallele Gräben (eines Grabenwerkes) vor- und frühgeschichtlicher Zeitstellung. | D-2-7339-0193 |      |
| Oberköllnbach (Standort) | Siedlung vor- und frühgeschichtlicher Zeitstellung und verebnete vorgeschichtliche Grabhügel mit Kreisgräben. | D-2-7339-0194 |      |
| Oberköllnbach (Standort) | Siedlung vor- und frühgeschichtlicher Zeitstellung. | D-2-7339-0195 |      |
| Oberköllnbach (Standort) | Siedlung und verebneter Kreisgraben vor- und frühgeschichtlicher Zeitstellung. | D-2-7339-0196 |      |
| Oberköllnbach (Standort) | Verebnetes viereckiges Grabenwerk vor- und frühgeschichtlicher Zeitstellung. | D-2-7339-0198 |      |
| Oberköllnbach (Standort) | Untertägige frühneuzeitliche Befunde im Bereich der katholischen Kirche St. Nikolaus in Unterköllnbach, darunter die Spuren von Vorgängerbauten bzw. älterer Bauphasen.                                                                      | D-2-7339-0301 |      |
| Oberköllnbach (Standort) | Untertägige frühneuzeitliche Befunde im Bereich der katholischen Kirche Mariä Verkündigung in Oberköllnbach, darunter die Spuren von Vorgängerbauten bzw. älterer Bauphasen.                                                                 | D-2-7339-0302 |      |
| Oberköllnbach (Standort) | Untertägige mittelalterliche und frühneuzeitliche Befunde und Funde im Bereich des Schlosses von Hofberg/Oberköllnbach mit abgegangenen Wirtschaftsgebäuden und Gartenanlagen.                                                               | D-2-7339-0304 |      |

### Bodendenkmäler in der Gemarkung Postau
| Lage              | Objekt | Akten-Nr.     | Bild |
| ----------------- | --- | ------------- | ---- |
| Postau (Standort) | Siedlung des Spätmittelalters. | D-2-7339-0075 |      |
| Postau (Standort) | Burgstall des Mittelalters. | D-2-7339-0076 |      |
| Postau (Standort) | Frühmittelalterlicher Bestattungsplatz. | D-2-7339-0077 |      |
| Postau (Standort) | Siedlung der Stichbandkeramik/Gruppe Oberlauterbach, der Münchshöfener Gruppe und der späten Latènezeit.                                                                              | D-2-7339-0078 |      |
| Postau (Standort) | Verebnete Viereckschanze der späten Latènezeit. | D-2-7339-0079 |      |
| Postau (Standort) | Siedlung vor- und frühgeschichtlicher Zeitstellung. | D-2-7339-0080 |      |
| Postau (Standort) | Siedlung vor- und frühgeschichtlicher Zeitstellung. | D-2-7339-0081 |      |
| Postau (Standort) | Siedlung vor- und frühgeschichtlicher Zeitstellung. | D-2-7339-0082 |      |
| Postau (Standort) | Siedlung der Michelsberger Kultur und der Metallzeiten. | D-2-7339-0083 |      |
| Postau (Standort) | Siedlung vor- und frühgeschichtlicher Zeitstellung. | D-2-7339-0084 |      |
| Postau (Standort) | Siedlung vor- und frühgeschichtlicher Zeitstellung. | D-2-7339-0085 |      |
| Postau (Standort) | Untertägige spätmittelalterliche und frühneuzeitliche Befunde im Bereich der katholischen Kirche St. Maria in Postau, darunter die Spuren von Vorgängerbauten bzw. älterer Bauphasen. | D-2-7339-0291 |      |
| Postau (Standort) | Siedlung vor- und frühgeschichtlicher Zeitstellung. | D-2-7340-0256 |      |

### Bodendenkmäler in der Gemarkung Unholzing
| Lage                        | Objekt | Akten-Nr.     | Bild |
| --------------------------- | --- | ------------- | ---- |
| Unholzing (Standort)        | Siedlung vor- und frühgeschichtlicher Zeitstellung. | D-2-7339-0199 |      |
| Unholzing (Standort)        | Siedlung vor- und frühgeschichtlicher Zeitstellung. | D-2-7339-0200 |      |
| Unholzing (Standort)        | Siedlung vor- und frühgeschichtlicher Zeitstellung. | D-2-7340-0216 |      |
| Unholzing (Standort)        | Siedlung vor- und frühgeschichtlicher Zeitstellung. | D-2-7340-0218 |      |
| Unholzing (Standort)        | Siedlung vor- und frühgeschichtlicher Zeitstellung. | D-2-7340-0219 |      |
| Unholzing (Standort)        | Frühmittelalterlicher Bestattungsplatz. | D-2-7340-0220 |      |
| Unholzing (Standort)        | Siedlung vor- und frühgeschichtlicher Zeitstellung. | D-2-7340-0221 |      |
| Unholzing (Standort)        | Untertägige frühneuzeitliche Befunde im Bereich der Katholischen Kirche St. Quirinus in Unholzing, darunter die Spuren von Vorgängerbauten bzw. älterer Bauphasen. | D-2-7340-0318 |      |
| Unholzing Postau (Standort) | Fundplatz der Urnenfelderzeit. | D-2-7340-0367 |      |